# Take Me Home (Jess Glynne)
Take Me Home è un singolo della cantante britannica Jess Glynne, pubblicato il 3 novembre 2015 come quinto estratto dal primo album in studio I Cry When I Laugh.

## Descrizione
Jess Glynne in un'intervista ha affermato: "Finalmente posso mostrarvi tutto il video di Take Me Home - Sono così contenta e nervosa che finalmente sia uscito. Questa è una canzone che parla della necessità di avere qualcuno che ci tiene a te quando sei nel momento più vulnerabile. È una canzone emozionante per me, mi ha portato alle lacrime durante le riprese del video, non perché fossi triste, ma perché ero così grata di aver avuto qualcuno che mi ha tirata fuori dal buco nero in cui mi trovavo."  Nella descrizione ufficiale del video alternativo su YouTube, girato in una sola unica ripresa senza tagli e senza filtri emozionali, la cantante spiega in un lungo testo,  il significato e la storia del brano, affermando che: 
"Quando ho scritto la canzone ero in lotta con me stessa, volevo capire perché [...] fossi stata lasciata e perché soffrissi così tanto, [...] avevo perso qualcosa che non avrei mai più riavuto [...] per colpa mia. [...] non sarei più stata felice. Poi ho firmato il mio contratto discografico e i miei sogni hanno iniziato a realizzarsi, ma senza la persona che amavo avevo l'anima a pezzi.  Ho scritto la canzone [...] e non l'ho più ascoltata per mesi e mesi, riniziando a prendere controllo della mia vita. Un amico mi disse di darmi tempo e spazio, ed era vero. avevo bisogno di quello.[...] Me lo disse una persona che mi amava e che non mi avrebbe lasciata sola. [...] Non avrei distrutto i miei sogni per un cuore spezzato. [...] Ho riadattato e modificato la canzone tempo dopo, cambiando il tema da "la mia tristezza per una persona che non mi merita" a "la mia speranza e quella persona che mi ha presa prima che precipitassi al suolo Questa canzone è scritta per te, la persona che mi ha salvata, non quella che mi ha distrutta. [...] Grazie."

## Video musicale
Il videoclip, è stato pubblicato il 30 ottobre 2015 sul profilo facebook di Jess Glynne, mentre su YouTube è stato pubblicato il 3 novembre successivo. Il video riprende, in un ambiente omogeneo dalle pareti rosa e la luce tenue, Jess Glynne mentre canta la canzone, visibilmente provata ed emozionata dalle parole. Per comporre il video intero vennero fatte diverse riprese da montare, tutte con differenti reazioni ed emozioni.

Il 1 dicembre 2015 nel suo canale YouTube ufficiale, Jess Glynne condivide una versione alternativa del video, realizzato in un'unica ripresa senza tagli, dove le sue emozioni, le lacrime e la difficoltà nel proseguire il labiale del playback sono ancora più evidenti. Nella descrizione del video spiega:
"Ho deciso di condividere questa versione del video perché tutto questo è proprio quello che la canzone deve mostrare. Ero nuda, sola in una stanza con una cinepresa, fragile e vuota. [...] Tutte le emozioni che ho evitato di provare, le ho provate stando lì, ferma e privata di tutto. Mi sono ricordata di quel periodo e che tutto ormai era passato. Sono fiera di tutto ciò, perché sono riconoscente per le persone che mi circondano oggi. [...] alla persona che mi disse di volermi guarire, questa canzone è per te."  

## Tracce
Testi e musiche di Jessica Glynne, Wayne Hector, Steve McCutcheon e Nick Tsang.
1. Take Me Home – 4:25

## Classifiche
| Classifica (2015) | Posizione massima |
| ----------------- | ----------------- |
| Australia         | 98                |
| Austria           | 65                |
| Belgio (Fiandre)  | 34                |
| Belgio (Vallonia) | 13                |
| Germania          | 66                |
| Irlanda           | 10                |
| Islanda           | 27                |
| Italia            | 5                 |
| Paesi Bassi       | 14                |
| Regno Unito       | 6                 |
| Repubblica Ceca   | 82                |
| Slovacchia        | 13                |
| Slovenia          | 26                |
| Svizzera          | 52                |